# Candace Hilligoss
Candace Hilligoss (Huron, 14 agosto 1935) è un'attrice statunitense.
Dopo tre anni presso l'Università dell'Iowa, si trasferì a New York per studiare all'American Theater Wing, e fece il suo debutto professionale in Pennsylvania. Apparve in una tournée di Idiot's Delight con Nina Foch, lavorò in alcuni programmi televisivi prodotti a New York, e fece la ballerina in un night club. 
È soprattutto conosciuta per la sua apparizione in Carnival of Souls (1962), un film a basso costo che divenne un cult. Apparve anche in The Corse of the Living Corpse (1964). 
Sposò l'attore Nicolas Coster, dal quale ebbe due figli. Divorziarono nel 1981.